# Radio Bío-Bío
 (janvier 2022).
Si vous disposez d'ouvrages ou d'articles de référence ou si vous connaissez des sites web de qualité traitant du thème abordé ici, merci de compléter l'article en donnant les références utiles à sa vérifiabilité et en les liant à la section « Notes et références ».
Radio Bío-Bío est une radio chilienne fondée à Concepción, le 24 avril 1966. Début 2019, elle a des bureaux à Santiago, Valparaíso, Los Ángeles, Lonquimay, Temuco, Valdivia, Osorno et Puerto Montt. Elle diffuse des actualités, de la musique et des sports. 
Elle se présente comme une radio indépendante, sans rapport avec d'autres organisations, partis politiques ou des entreprises.

## Histoire

### Début
La radio a été fondée par Nibaldo Mosciatti Moena (1926-2007) le 24 avril 1966. À l'origine, elle utilisait la fréquence 1260 de la modulation d'amplitude à Concepción, capitale du Région du Biobío. Elle est suivait la ligne éditoriale de sa station mère, Radio El Carbón, de Lota.

### Couverture nationale
Son expansion à tout le territoire chilien a commencé au début des années 1990. Ses premières stations en dehors de la Région du Biobío ont été Temuco, Valdivia, Osorno et Puerto Montt. Rapidement a commencé une expansion qui a inclus Santiago en 1997.

## Programmes

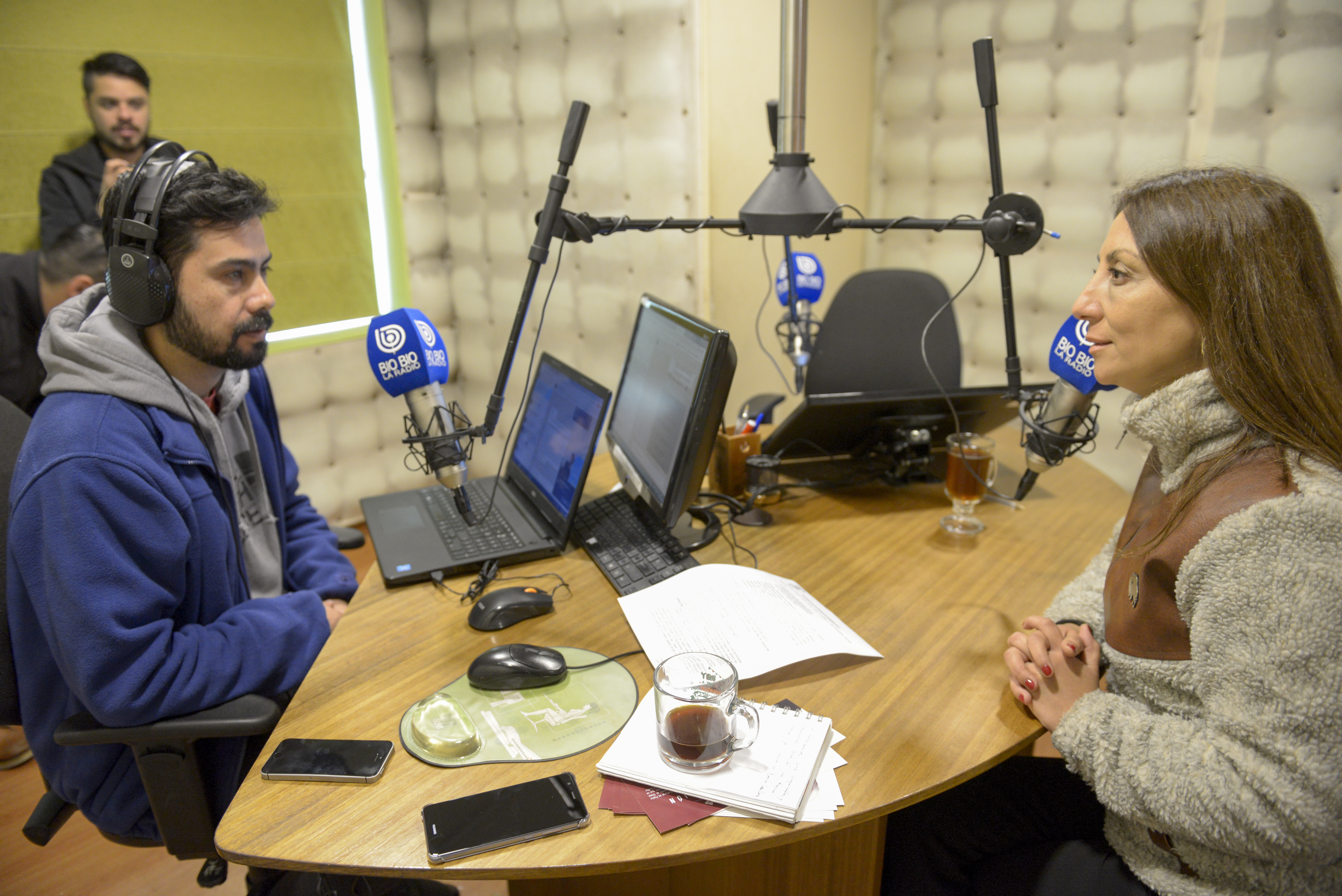
La ministre Cecilia Pérez Jara lors d'une interview à Radio Bío-Bío de Temuco (2018).

- Bío-Bío deportes : réseau national (Nord, Santiago, Valparaíso, O'Higgins, Maule, Aysén et Magallanes), à partir de janvier 2003 en studio seulement, puis à partir de février 2006 émission d'événements sportifs nationales et internationaux.
- Bío-Bío deportes : réseau Sud (Concepción, Los Ángeles, Temuco, Valdivia, Osorno y Puerto Montt). Quatre résumés par jour, avec des informations locales, et la transmission de matchs de l'équipe du Chili de football.
- Radiograma : réseau national , avec Tomás Mosciatti et Nibaldo Mosciatti, Rayén Araya et Katherine Cubillos (actualités : 6 h, 13 h, 18 h et minuit). Dans la matinée et en la soirée les horaires changent.
- Radiograma : réseau sud, éditions quotidiennes (6 h 30, 13 h (toute la chaîne, depuis Concepción), 14 h (émissions locales), 19 h (toute la chaîne, depuis Concepción), 20 h (émissions locales).
- El informador : actualités, à chaque heure.
- Crónica de Ruperto Concha : analyses internationales.
- Expreso Bío-Bío, avec Álvaro Escobar et Rayén Araya.
- Podría ser peor, avec Julio César Rodríguez.
- Hoy en La Radio, avec Ángeles Araya.
- El trasnoche de Bío-Bío, avec Rodolfo Hahn (les lundis à vendredis), Gonzalo Barrera (samedis, dimanches et jours fériés).
- Continuidad musical, avec Katherine Ibáñez.
- Una semana en La Radio, avec Francisca Gómez.
- Animación en vivo : parties émises tous les jours après la Radiograma (entre 1997-2003 sur tout le réseau national, diffusées de Santiago à Arica et Maule, plus les régions d'Aysén et Magallanes).

## Slogans
Radio Bío-Bío est connue par son slogan Bío-Bío La Radio, et par les slogans de ses programmes d'actualités. Au début de son programme El informador, il est dit : « El hombre que no es informado no puede tener opinión » (L'homme qui n'est pas informé ne peut pas avoir d'opinion), et à la fin il est dit : « El hombre que no tiene opinión no puede tomar decisiones » (L'homme que n'a pas d'opinion ne peut pas prendre de décisions). Ces deux slogans font déjà partie de la manière de parler au Chili.